# Westallgäu

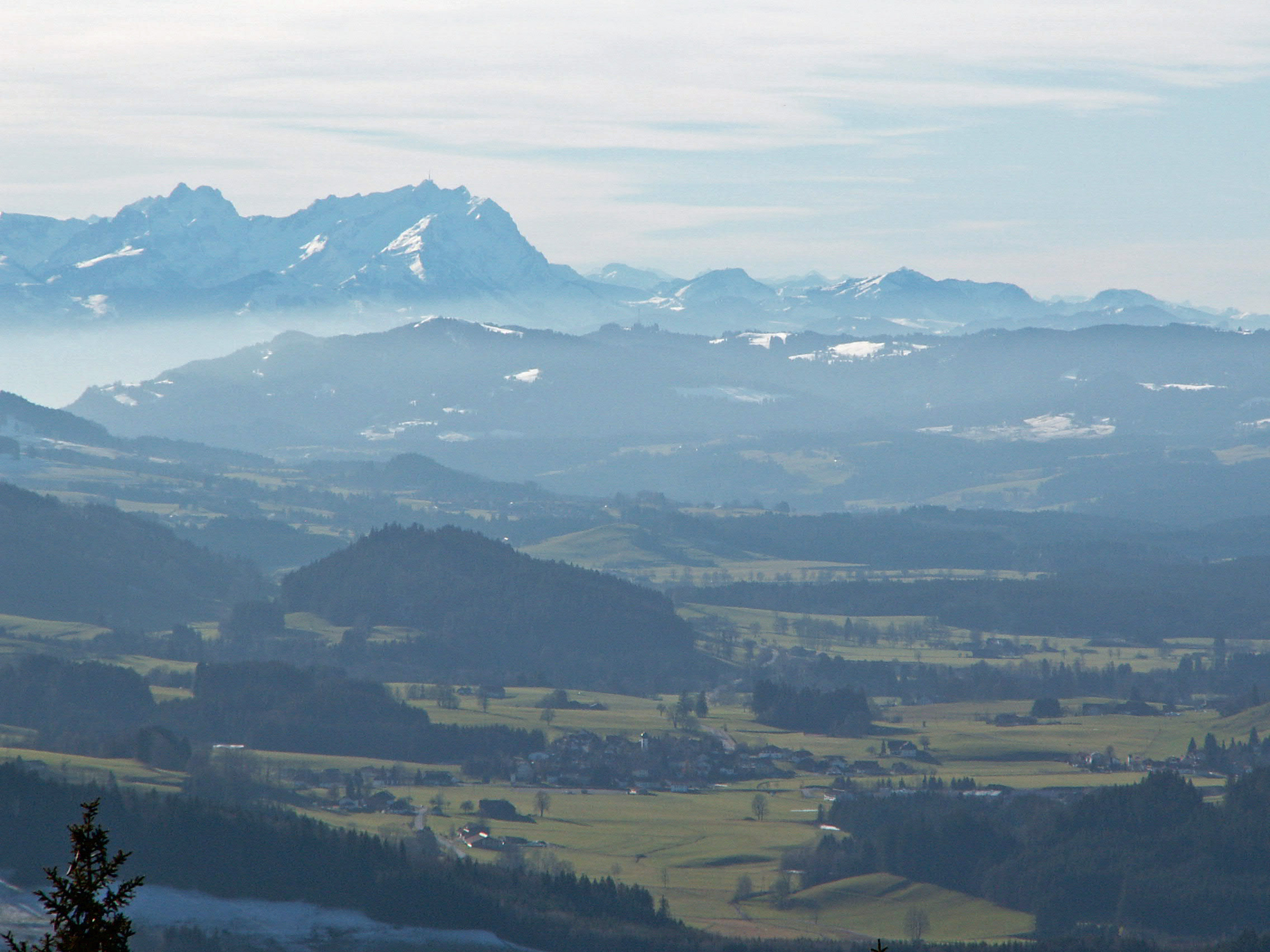
Utsikt över bayerska Westallgäu

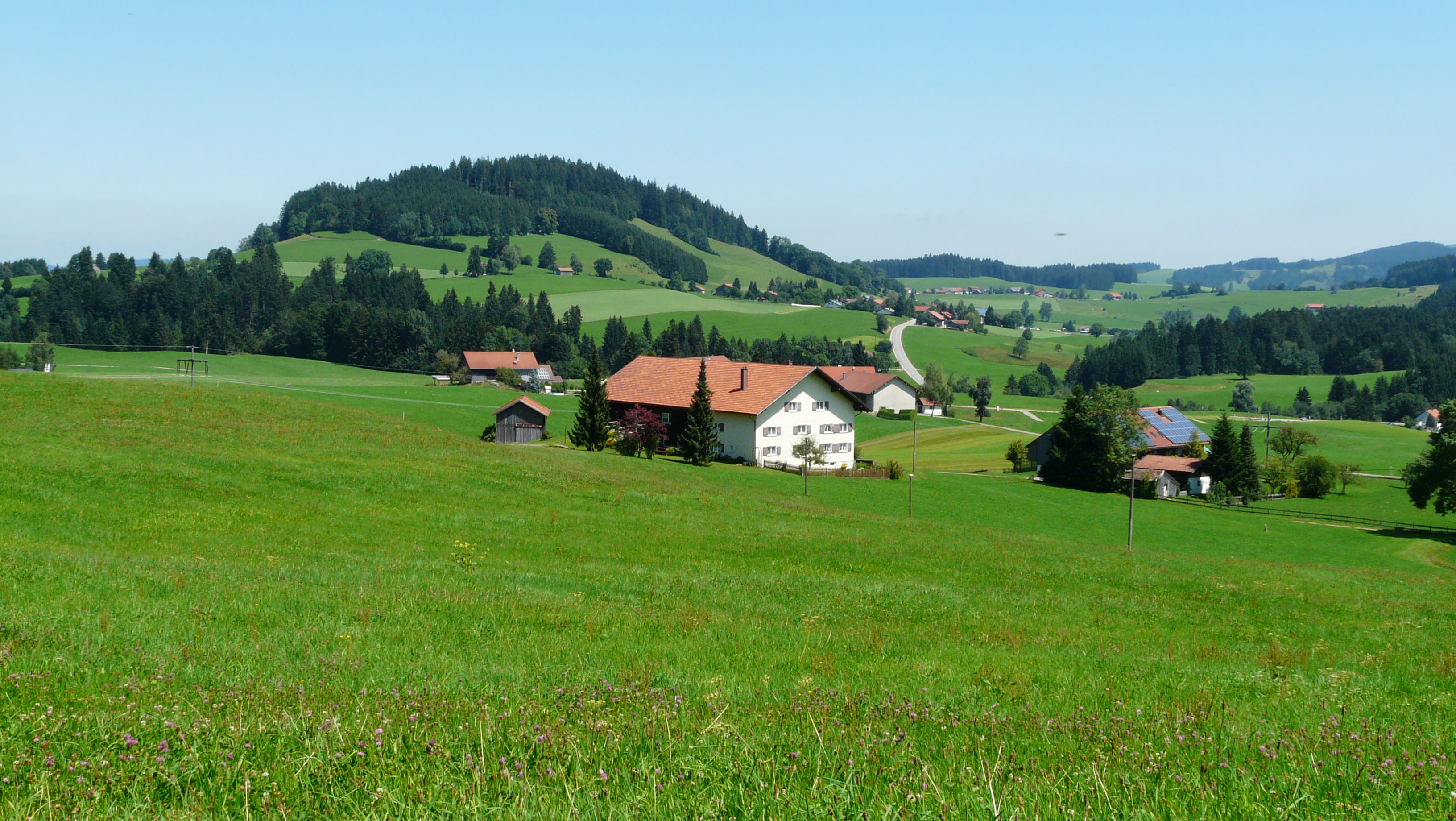
Område i Simmerberg

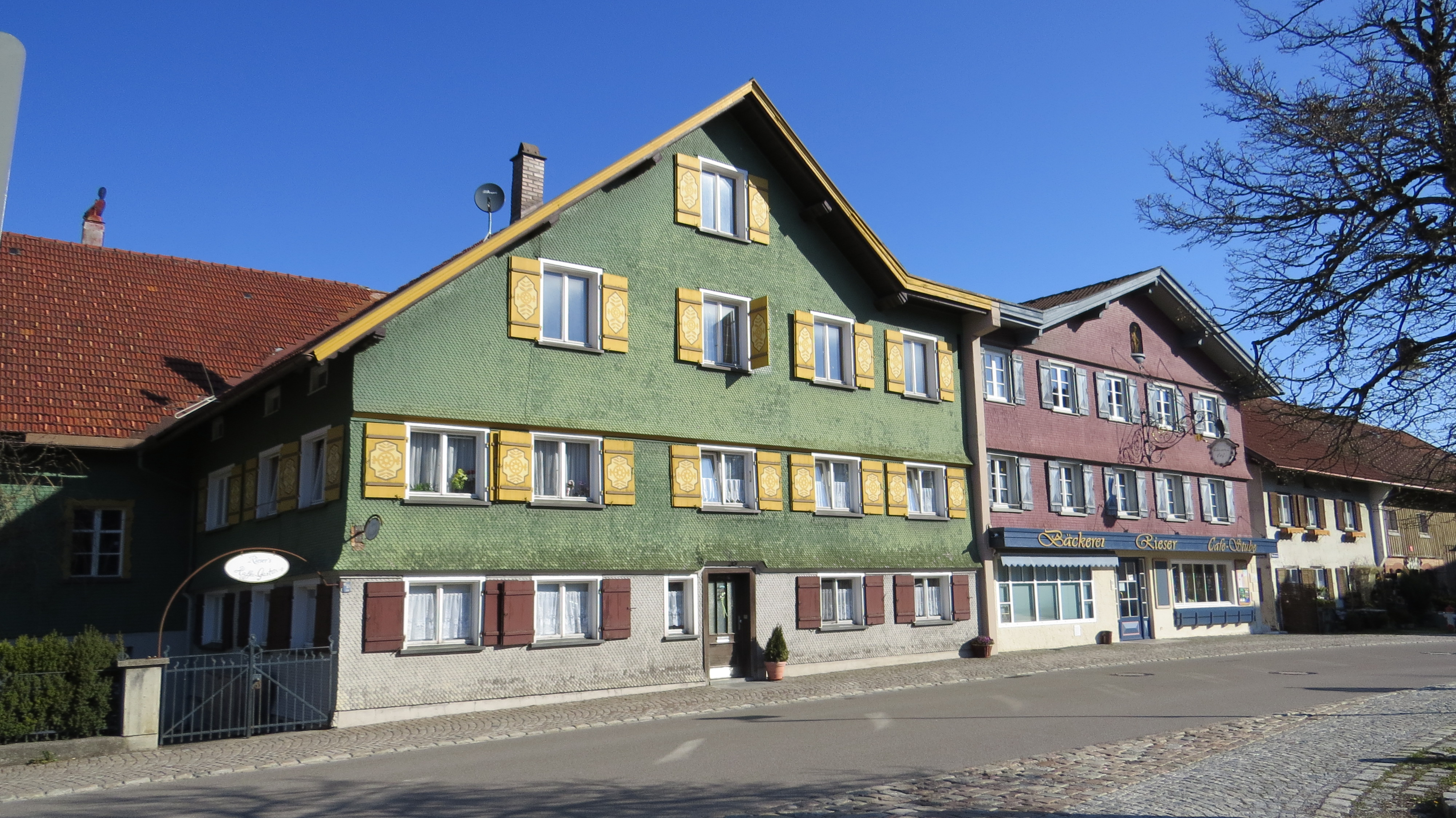
Weiler-Simmerberg

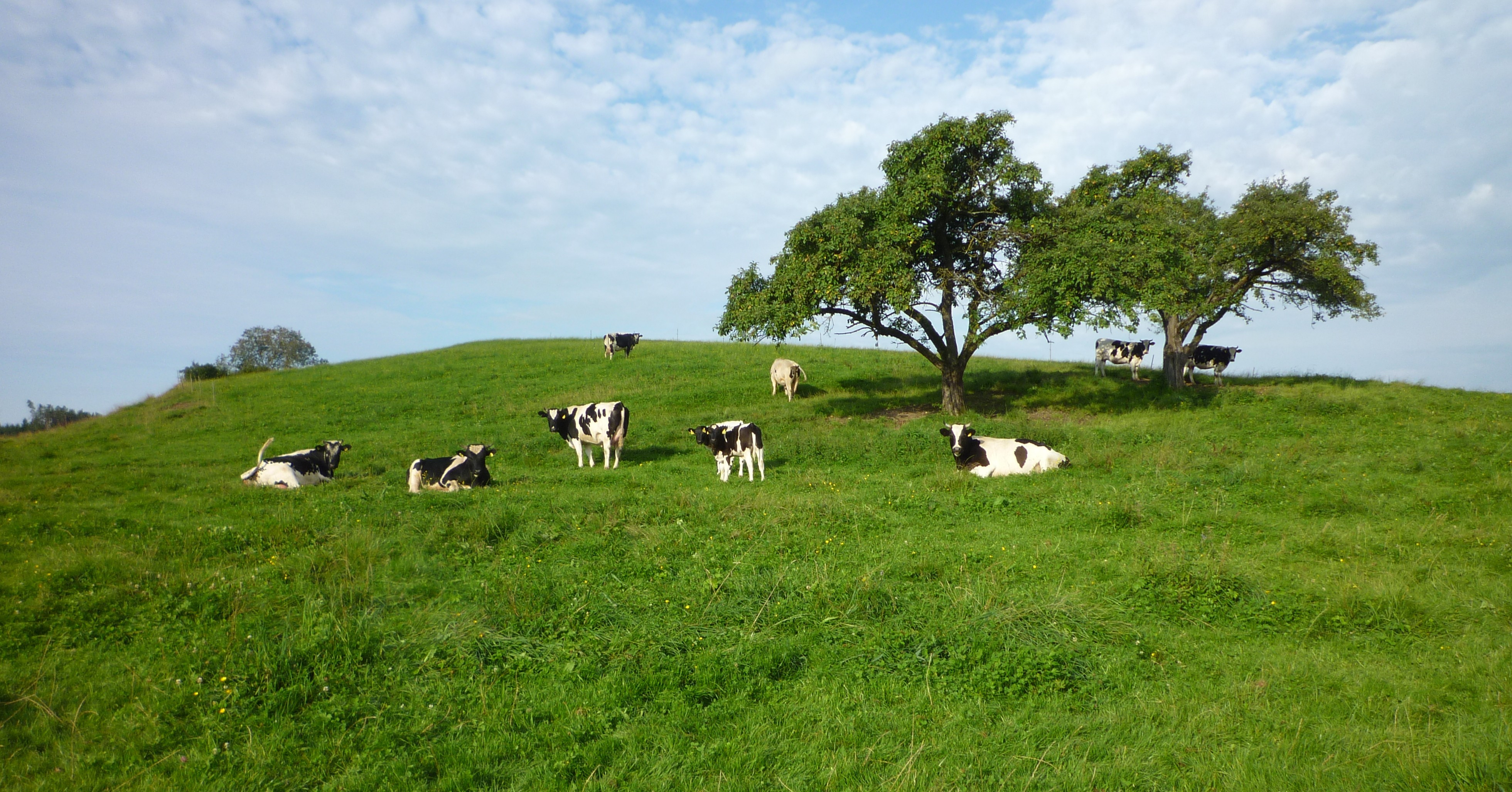
Achberg, boskapshjord

Westallgäu  är ett område i de västra delarna av Allgäu, i delstaterna Bayern och Baden-Württemberg.
Westallgäu ligger i landskapet Allgäu i regionen Schwaben.

## Geografi
Westallgäu sträcker sig norrut till städerna Wangen im Allgäu, Leutkirch im Allgäu, Kißlegg och Isny im Allgäu. I öster gränsar Westallgäu till Oberallgäu och i söder till den österrikiska delstaten Vorarlberg. I sydväst gränsar Westallgäu till staden Lindau till Bodensjön. I nordost gränsar Westallgäu till distriktet Unterallgäu och i nordväst till Landkreis Biberach.
Adelegg är ett foten av Alperna. Den Schwarz Grat är det högsta berget i Westallgäu (1118 m).

## Samhällen i Westallgäu

### Samhällen i Bayern
- Gestratz
- Grünenbach
- Hergensweiler
- Heimenkirch
- Hergatz
- Lindenberg im Allgäu
- Maierhöfen
- Oberreute
- Opfenbach
- Röthenbach (Allgäu)
- Scheidegg
- Sigmarszell
- Stiefenhofen
- Weiler-Simmerberg

### Samhällen i Baden-Württemberg
- Argenbühl
- Isny im Allgäu
- Kißlegg
- Leutkirch im Allgäu
- Wangen im Allgäu

## Kända personer som bott i Westallgäu
- Alfred Weitnauer (1905-1974), curatorer, författare, historiker
- Maximilian Mechler (1984-), backhoppare
- Franziskus Ehrle (1845-1934), kyrkohistoriker och kardinal
- Peter Rohwein (1962-), backhoppare och tränare i backhoppning och nordisk kombination
- Manuel Ochsenreiter, journalist
- Hans Multscher (1400–1467), konstnär
- Joseph Furttenbach (1591–1667), arkitekt, matematiker och mekaniker
- Alois von Brinz (1820-1887), jurist och politiker
- Karl-Heinz Riedle (1965-), fotbollsspelare
- Hermann von Lingg (1820–1905), skald

## Specialiteter
Traditionellt Allgäu-kök är en bondgårdens kök med enkla ingredienser. Dessa är främst ägg, mjöl, mjölk, fett och surkål och vad växer i grönsaksland.

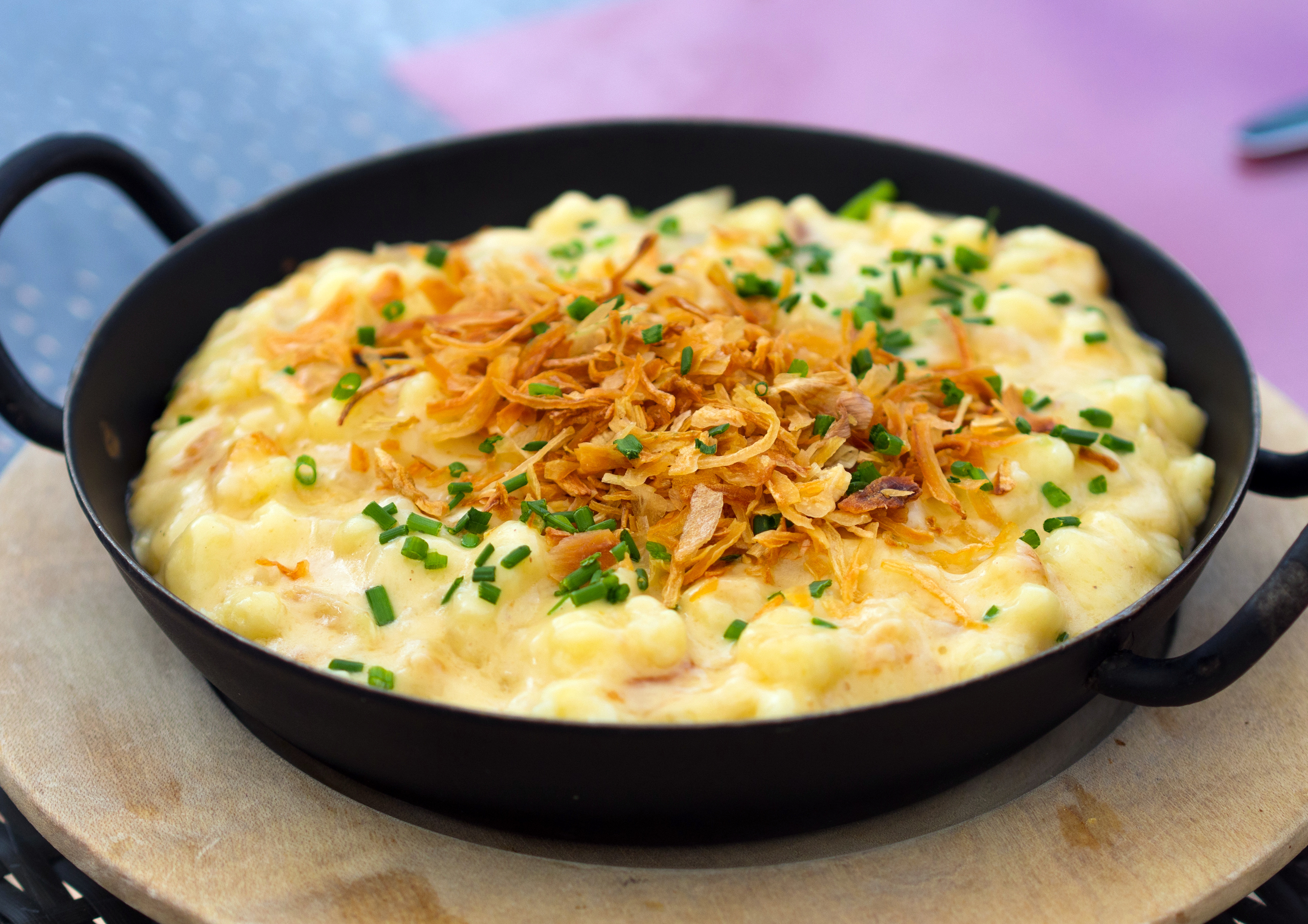
Käsespätzle med rostad lök
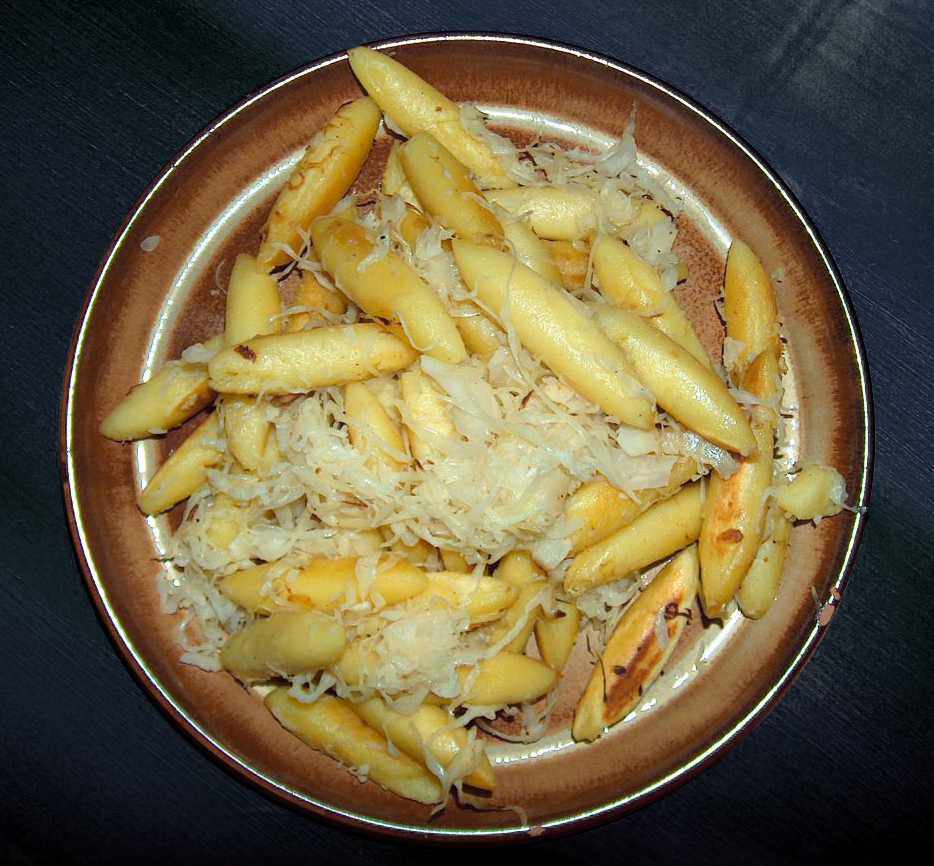
Schupfnudel med surkål
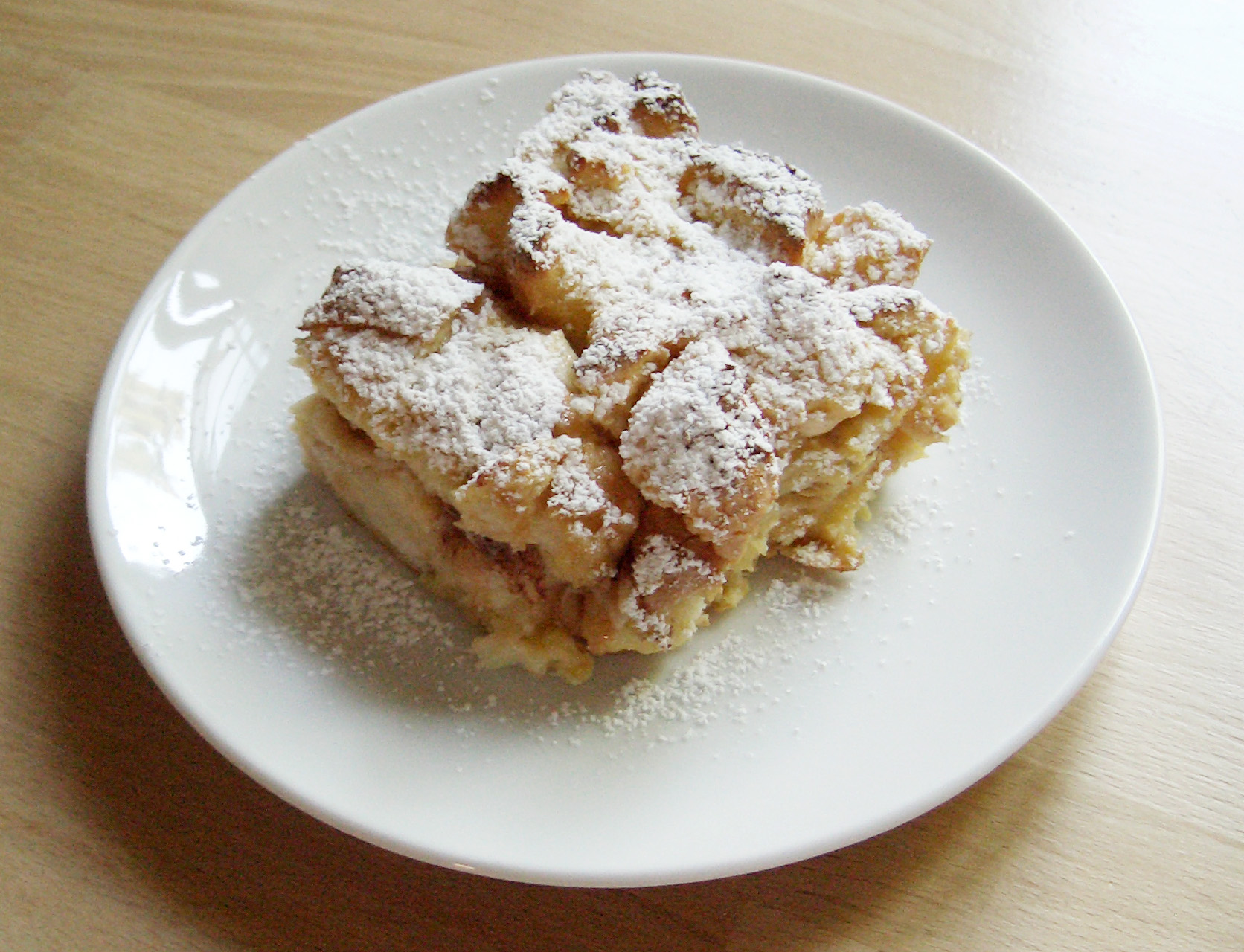
Ofenschlupfer
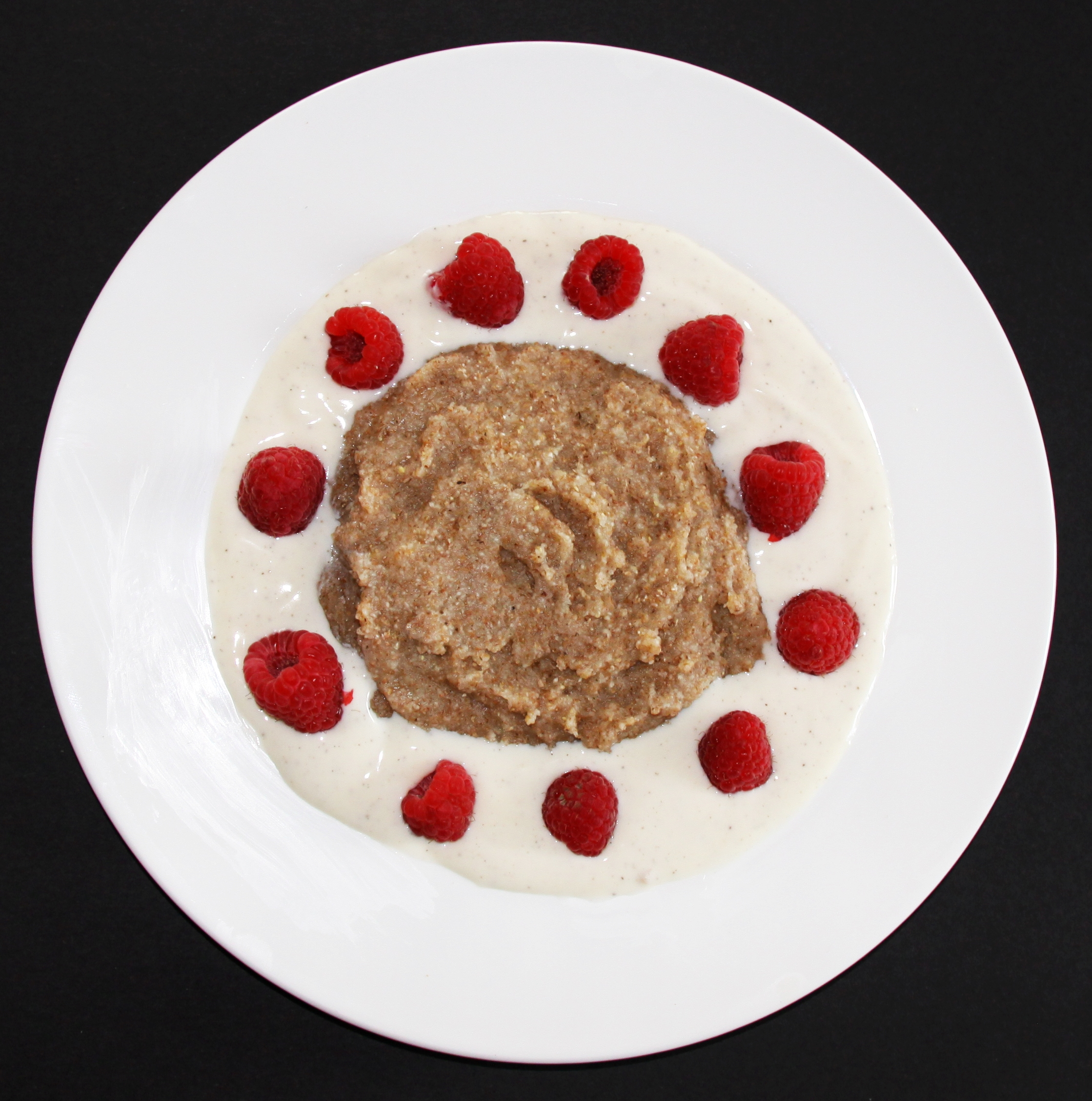
Brenntar